# François d'Ivernois
François d'Ivernois, dit aussi Sir Francis d'Ivernois (né le 9 avril 1757 à Genève et mort le 16 mars 1842 dans la même ville) est un avocat, auteur (essayiste) et une personnalité politique suisse.
Jeune avocat libéral et démocrate il participe aux évènements de Genève en 1782, considéré comme l'un des meneurs du mouvement des représentants, il est banni. Émigré en Angleterre il monte le projet et négocie l'installation d'une colonie genevoise en Irlande. Ce projet échoue et il retourne à Genève en 1790 et est élu au Conseil des Deux-Cents. Fervent partisan de l'indépendance et de l'égalité des citoyens il doit de nouveau fuir en 1792.
Il commence cette deuxième émigration en essayant de réaliser le projet de recréer l'académie de Genève aux États-Unis. Après l'échec de cette initiative il devient un ardent contre-révolutionnaire mettant sa plume au service de la couronne ce qui lui vaut d'être fait Knight Bachelor par le roi George III en 1796. Il poursuit son activité d'essayiste polémiste contre la France jusqu'à la chute de Napoléon.
Il revient à Genève en 1814 et continue à faire de la politique mais en tant qu'élu au Conseil d'État, poste qu'il occupe jusqu'en 1824.

## Biographie
François d'Ivernois, est né le 9 avril 1757 dans la République de Genève. Il est citoyen puisque son père a acquis la bourgeoisie en 1748. Son père François-Henri d'Ivernois (1722-1778) est un émigré, né à Marvejols, reçu habitant en juillet 1746 avant son mariage en septembre de la même année avec sa mère Marianne Dehors, une native.
François d'Ivernois, à 16 ans, lorsqu'il est admis, le 15 juin 1773, dans les classes supérieurs du collège de Genève, il entre en philosophie à 18 ans (1775). À 20 ans, en 1777, il commence des études de droit à l'Université de Genève. Le 23 avril 1778, son père François-Henri meurt, et sa mère devient également sa tutrice. Le jeune François d'Ivernois fait une fugue avec son ami Badel. Ayant pour objectif de rejoindre Rome, ils vont à Gênes et embarquent dans un bateau. Mais une tempête les ramène malades à Portofino où ils débarquent et retournent à Genève.
C'est au cours de l'été 1778 qu'il rencontre Paul Moultou un ami de Jean-Jacques Rousseau, qui vient de mourir, qui cherche une imprimerie pour éditer et imprimer la collection des œuvres complètes de l'écrivain. Avec Jean-Pierre Basompierre et Pierre Boin il monte le projet de création d'une librairie imprimerie. Pour pouvoir créer une société, il demande au conseil une dispense d'âge, avec l'assentiment de sa mère. La librairie ouvre au mois d'octobre et après de longues négociations, avec les ayants droit, les trois jeunes associés déclarent leur société, dénommée « Société typographique de Boin, d'Ivernois et Bassompierre » le 28 janvier 1779.
Il devient avocat le 24 mars 1781. Durant cette même année 1781, il devient secrétaire du Comité des Représentants.
Banni au début du mois de juillet 1782, François d'Ivernois fuit Genève, il passe par Neuchâtel vers le 5 juillet, il y reste quelques jours puis repart pour l'Angleterre. Le 28 juillet, c'est dans le Kent, à Chevening, qu'il écrit au premier ministre, lord Shelburne, pour solliciter une entrevue qui lui permette d'exposer le projet genevois d'implantation d'une colonie d'horlogerie en Angleterre. Le gouvernement britannique indique que s'installer sur le sol anglais est impossible mais il propose de le faire en Irlande. Car le gouvernement y voit l'opportunité d'augmenter le nombre de protestants, les Genevois le sont, dans ce pays à majorité catholique.
En 1785, c'est du Royaume-Uni qu'il envoie un courrier à son ami Étienne Dumont, pour lui proposer de rejoindre l'Angleterre pour s'occuper de l'éducation de John Henry Petty, fils de William Petty, ancien premier ministre du Royaume-Uni.

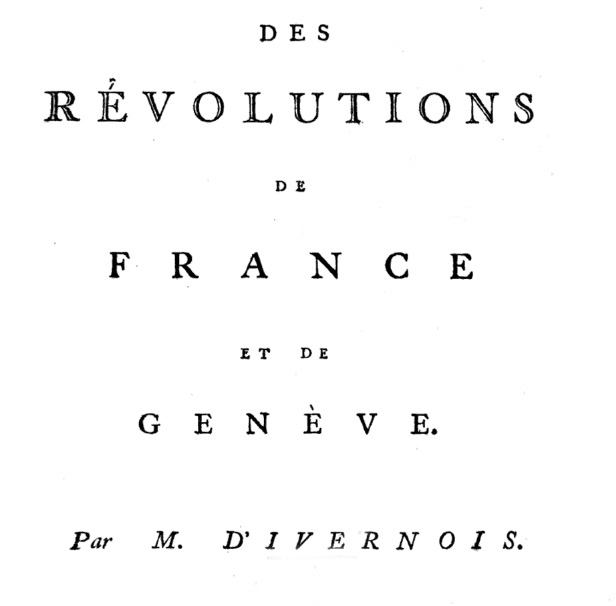
Couverture essai publié à Londres en 1795.

Après Paris, il retourne à Genève en 1790. Deux ans plus tard, en 1792, c'est au mois de septembre qu'il est élu au Conseil des Deux-Cents. Partisan et militant de l'indépendance de Genève, qu'il met au-dessus de tout, il est en lutte avec les « égalisateurs » qui ont le soutien de la France révolutionnaire. Cette position l'amène à intégrer le camp des contre-révolutionnaires. Il doit de nouveau se réfugier en Angleterre dès avant la fin de l'année 1792.
Le 11 mai 1796, au palais Saint James à Londres, il est fait Knight Bachelor par le roi George III. Cela lui permet de signer ses textes Sir Francis d'Ivernois.
Il revient à Genève en 1814 et devient député au congrès de Vienne puis conseiller d'État de 1814 à 1824.
Il a publié des travaux à propos de l'état financier de la France sous la République et sous l'Empire et de la mortalité. D'Ivernois a également critiqué le blocus continental mis en place par Napoléon Ier.
François d'Ivernois, meurt le 16 mars 1842 à Genève. Une rue porte son nom à Genève.

## Famille d'Ivernois

### Généalogie de François d'Ivernois
Du côté de son père, François Henri d'Ivernois, l'origine remonte à des protestants dénommés « Du Vernois ou Divernois », qui habitent le village de Coussy en limite des contreforts du massif du Morvan. Dans les années 1568-1570, durant la troisième guerre de Religion ils émigrent dans la principauté de Neuchâtel. Ils sont à Môtiers lorsqu'ils obtiennent la nationalité neuchâteloise en 1577. Le premier couple, identifié comme à l'origine de la branche dont descend François d'Ivernois, est composé de Jean D'Ivernois et de Claudine de Breschard. Claude, leur fils cadet, épouse Guillauma Barrelet en 1570, ils ont deux enfants dont Claude, le plus jeune, qui demeure également à Môtiers et s'y marie avec Marie Boy-la-Tour. Leur fils ainé Abraham épouse Marie-Jeanne Renaud, de cette union nait, à Môtier, un garçon dénommé François le 11 janvier 1652. Cette famille reprend ensuite le chemin de la France pour s'installer à Marvejols. François y épouse Anne Martin et ils ont un fils, Henri-Martin, qui se marie avec Marie Giccard. De ce dernier couple, nait François-Henri, futur père de François d'Ivernois.
Sa mère, Marianne Dehors, a pour parents André Dehors, un « habitant », et Marianne Barde. André Dehors est le fils d'Augustin Dehors, venu d'Elbeuf, avant 1688, et marié avec Jeanne-Françoise Picot dont le père est Abraham Picot, un beau-frère de Jean Calvin. Marianne Barde est la petite-fille de Pierre Barde, un protestant qui a dû fuir Valence en 1685, du fait de sa religion.

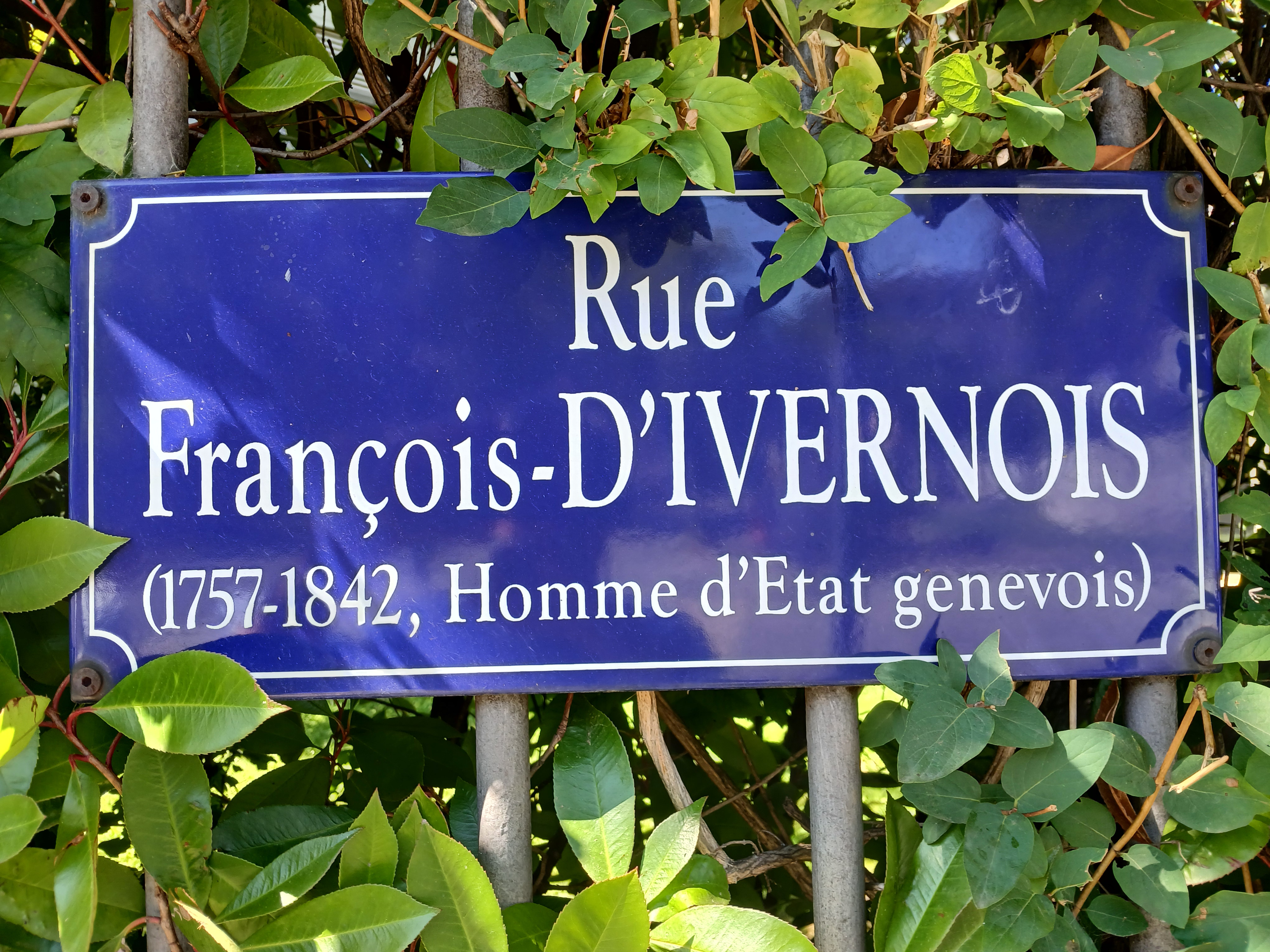
Rue D'Ivernois à Genève

### François-Henri d'Ivernois
François-Henri d'Ivernois est né le 25 octobre 1722, à Marvejols. Devenu adulte, il émigre à Genève où il est « reçu habitant » le 4 juillet 1746. Il exerce le métier de marchand grossiste en toiles, comme le lui permet son statut d'« habitant ». Il se marie, le 2 septembre 1746, avec Marianne Dehors qui dispose du statut de « native ».

## Édition de la collection des œuvres complètes de Jean-Jacques Rousseau
À la mort de Jean-Jacques Rousseau, le 2 juillet 1778, il n'existe pas de publication autorisée de la collection complète de ses œuvres. Seul Marc-Michel Rey avait entrepris ce projet en 1764 mais sans le réussir, les autres tentatives n'avaient pu aboutir. Trois personnages disposant des manuscrits se concertent, deux sont des amis proches du défunt : Pierre-Alexandre DuPeyrou, qui était du projet de 1764, et le pasteur Paul Moultou, ami de plus de vingt ans, le troisième René-Louis de Girardin n'a connu Rousseau que la dernière année de sa vie, lorsqu'il l'a invité à venir chez lui au château d'Ermenonville, peu avant qu'il n'y meure. Ces trois hommes ont pour des raisons différentes la volonté de défendre sa mémoire et d'assurer l'intégrité et la postérité de son œuvre,.
C'est Moultou qui rencontre à Genève « trois jeunes investisseurs », Jean-Pierre Basompierre, un libraire genevois, et deux étudiants en droit, François d'Ivernois et Pierre Boin, pour les convaincre de se lancer dans cette entreprise. Durant l'été 1778, François d'Ivernois adresse au Conseil une demande, avec l'autorisation de sa mère qui est également sa tutrice, de dispense d'âge pour « former une société d'imprimerie et de librairie avec le sieur Bassompierre et le sieur Boin, mineur émancipé », qui est acceptée. Les trois jeunes ouvrent une librairie, rue Beauregard située dans un nouveau quartier de Genève, le 1er octobre 1778.

## Publications

### Ouvrages
Liste non exhaustive, ordre chronologique.

#### Première période: sur Genève
- Offrande à la liberté et à la paix, par un citoyen de Genève, ou Idées de conciliation adressées à Mr. J.-A. de Luc, en réfutation du mémoire qu'il remit, le 21 aoust 1781, à M. le Cte de Vergennes, Genève, 1781, 167 p. (BNF 30637874).
- Tableau historique et politique des deux dernières révolutions de Genève, t. 1, Londres, 1782, 400 p. (lire en ligne).
- Tableau historique et politique des deux dernières révolutions de Genève, t. 2, Londres, 1789, 341 p. (lire en ligne).

#### Deuxième période: contre la France révolutionnaire
- Réflexions sur la guerre : en réponse aux réflexions sur la paix adressées à Mr Pitt et aux français, Londres, mai 1795, 50 p. (lire en ligne).
- La révolution française à Genève : Tableau historique et politique de la conduite de la France envers les genevois depuis le mois d'octobre 1792, au mois de juillet 1795, Londres, juillet 1795, 174 p. (lire en ligne).
- Coup d'oeil sur les assignats et sur l'état où la Convention actuelle laisse les finances à ses successeurs, le 6 septembre 1795, Londres, septembre 1795, 91 p. (BNF 30637866, lire en ligne).
- Des Révolutions de France et de Genève, Londres, P. Elmsley, 1795, 488 p. (BNF 30637877, lire en ligne).
- État des finances et des ressources de la République française au 1er janvier, 1796, Londres, W&C Spilsbury, 25 janvier 1796, 133 p. (BNF 37240809, lire en ligne).
- Histoire de l'administration des finances de la république française pendant l'année 1796, Londres, 1797, 169 p. (lire en ligne).
- Des causes qui ont amené l'usurpation du général Bonaparte et qui préparent sa chute, Londres, 1800, 299 p. (lire en ligne).
- Immenses préparatifs de guerre qui eurent lieu en France d'abord après le traité d'Amiens, Londres, Cox, Fils, et Baylis, 1804, 48 p. (lire en ligne).
- Les recettes extérieures, Londres, P Daponte et Vogel, 1805, 266 p. (lire en ligne).
- Effets du blocus continental sur le commerce, les finances, le crédit et prospérité des isles britanniques, Londres, Vogel et Schulze, 1810, xxiii (lire en ligne).
- Exposé de l'exposé de la situation de l'Empire Français, et des comptes de finances publiés à Paris en février et mars 1813, Paris et Genève, J.J. Paschoud, 1814, 183 p. (lire en ligne).
- A la porte !... ou Le cri du peuple contre l'anonyme qui crie A bas la cabale : par un auteur qui ne craint pas de se montrer à découvert, Paris, Delaunay, 1814, 15 p. (BNF 30637859, lire en ligne).
- Matériaux pour aider à la recherche des effets passés, présents et futurs du morcellement de la propriété foncière en France, Genève/Paris, J.J. Paschoud, 1826, 57 p. (lire en ligne).
- Sur la mortalité proportionnelle des peuples, considérée comme mesure de leur aisance et de leur civilisation (tiré de la bibliothèque universelle, septembre et octobre 1833), Genève, Bibliothèque universelle, 1833, 93 p. (lire en ligne).

### Correspondances
- Lettre à son Excellence Monsieur le Comte de Vergennes : Paris, Vienne, Turin, 1814-1816, Dijon, 1780, 24 p. (lire en ligne).
- Correspondance Diplomatique de Pictet de Rochemont et de Francois D'ivernois, Lucien Cramer / Librairie Droz, 1914, 643 p. (ISBN 978-2-600-05063-0, lire en ligne).